# Jean Taris

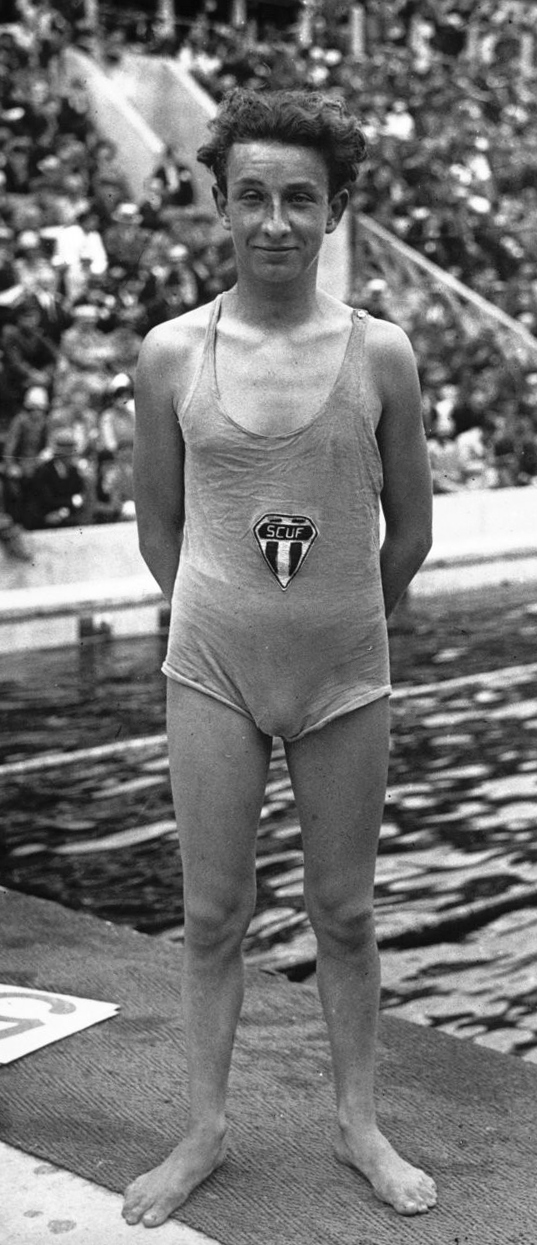
Jean Taris, 1927

Jean Taris (* 6. Juli 1909 in Versailles; † 10. Januar 1977 in Grasse) war ein französischer Schwimmer.
Bei den Olympischen Spielen 1932 in Los Angeles gewann er die Silbermedaille über 400 m Freistil. Außerdem stellte er zwischen 1930 und 1932 acht Weltrekorde und neun Europarekorde auf. Bei den Europameisterschaften 1934 in Magdeburg gewann er sowohl über 400 m als auch über 1500 m Freistil den Titel. Bei den Olympischen Spielen 1936 in Berlin erreichte er über 400 m nochmals das Finale. Im Jahr 1984 wurde er in die Ruhmeshalle des internationalen Schwimmsports aufgenommen.
Der Regisseur Jean Vigo (L’Atalante) realisierte 1931 den Kurzdokumentarfilm Taris, roi de l’eau (Taris, König des Wassers), eine Bewegungsstudie mit dem Schwimmer Jean Taris.